# Turbulens
I strømningsmekanik (hydrodynamik og aerodynamik) er turbulens eller turbulent strømning et strømningsområde karakteriseret ved lav bevægelsesmængdediffusion, høj bevægelsesmængdekonvektion – og tryk- og hastighedsvariationer over tid. Strømning, som ikke er turbulent, kaldes laminar strømning. Turbulens kommer til udtryk, ved at partikler spredes hurtigt og kaotisk. 
Det (dimensionløse) Reynolds tal karakteriserer om strømningsbetingelserne leder til laminar eller turbulent strømning.